# Knighton (Powys)

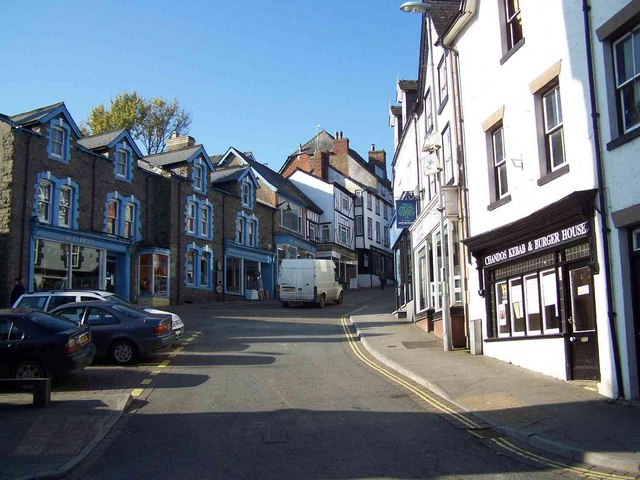
Knighton: la High Street

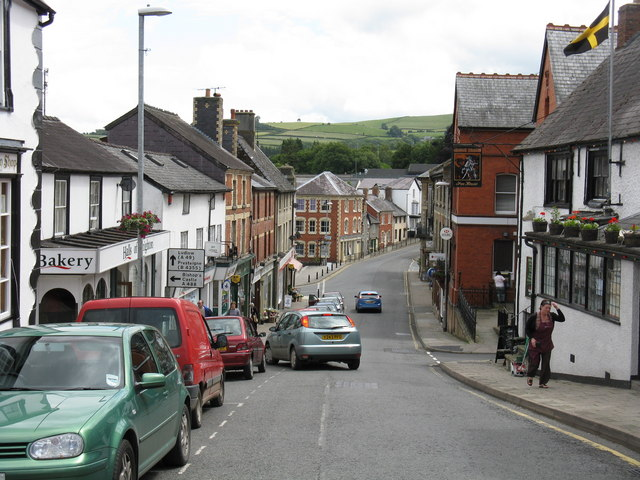
Knighton: la Broad Street

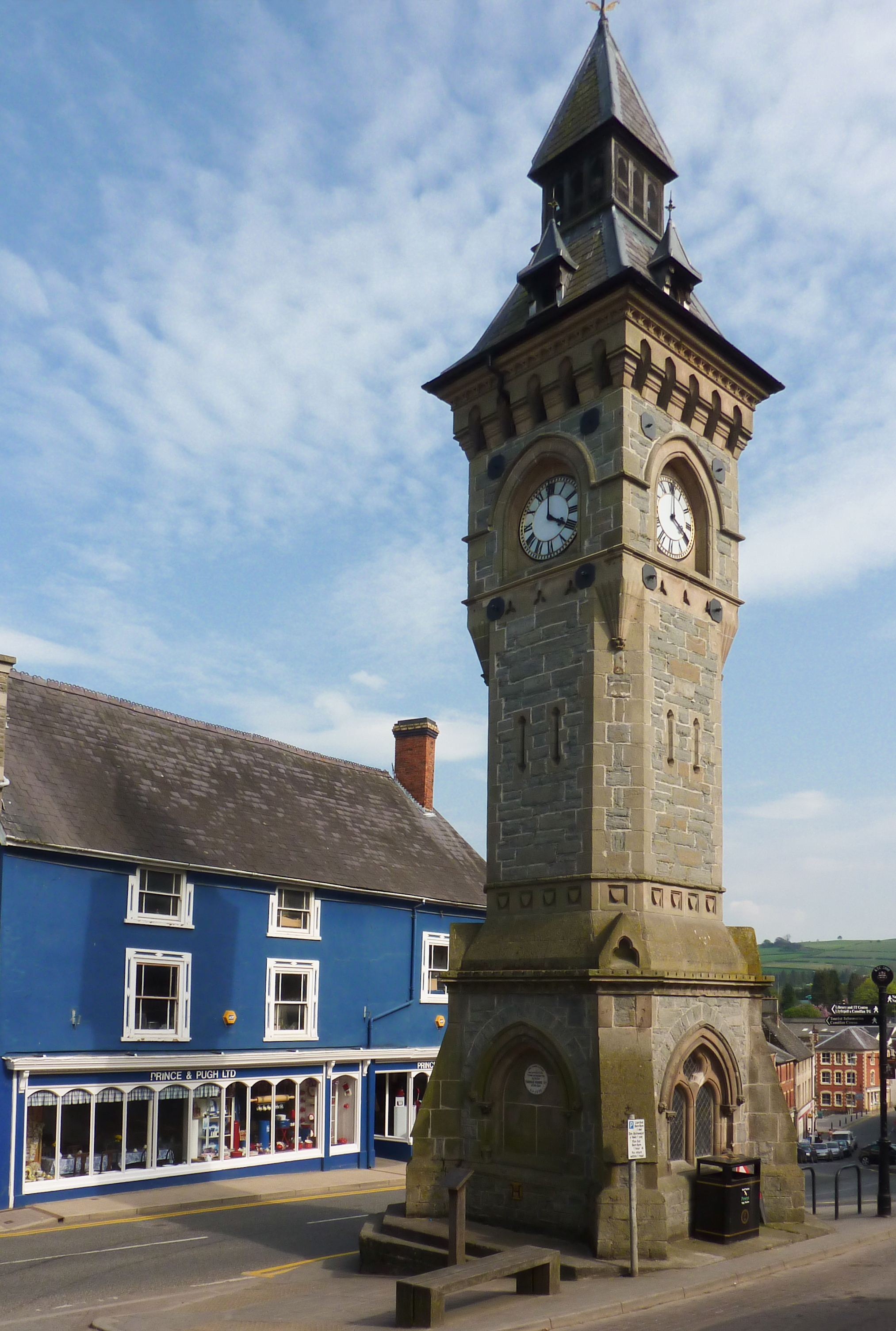
Knighton: la torre dell'orologio

Knighton (in gallese: Tref-y-Clawdd o Trefyclo) è una cittadina di circa 3.000 abitanti del Galles centro-orientale, facente parte della contea di Powys (contea tradizionale: Radnorshire) e situata lungo il confine con l'Inghilterra (parte della città si trova in territorio inglese) e ai piedi delle Shropshire Hills.

## Etimologia
Il toponimo in gallese Tref-y-Clawdd significa letteralmente "città dello sbarramento" (v. anche sezione "Storia").

## Geografia fisica

### Collocazione
Knighton è situata in posizione collinare e si trova nella parte nord-orientale della contea di Powys, al confine con le contee inglesi dell'Herefordshire e dello Shropshire e lungo i margini sud-occidentali delle Shropshire Hills. Si trova nella valle dei fiumi Teme e Fridd e all'incirca a metà strada tra le località di Ludlow (Inghilterra) e Rhayader (rispettivamente ad ovest della prima e ad est della seconda).

## Società

### Evoluzione demografica
Al censimento del 2011, Knighton contava una popolazione pari a 3.007 abitanti. Nel 2001 contava invece 2.743 abitanti, mentre nel 1991 ne contava 2.972.

### Tradizioni e folclore
Fino alla metà del XIX secolo vigeva a Knighton una singolare tradizione, secondo la quale gli uomini che volevano divorziare potevano portare le proprie mogli nella piazza del mercato, dove venivano messe in vendita.

## Storia
Gli insediamenti umani in loco risalgono almeno all'Età della pietra.
Nel corso dell'VIII secolo nella località fu fatto costruire un vallo dal re di Mercia.

## Architettura
La cittadina presenta un'architettura d'impronta medievale ed è caratterizzata dalla presenza di vari edifici a graticcio  e da stradine note come "The Narrows".

### Edifici d'interesse
A Knighton si trovano i resti di due castelli normanni.
Altri edifici d'interesse sono la Chiesa di Sant'Edoardo, risalente al XIII secolo, e la Torre dell'Orologio, risalente al 1872.

## Economia

### Turismo
Knighton si trova lungo un sentiero turistico, l'Offa's Dyke Path National Trail e ai margini di un altro sentiero turistico, il Glyndŵr's Way National Trail.

## Infrastrutture e trasporti
Knighton è attraversata dalla linea ferroviaria nota come Heart of Wales Line.

## Sport
- La squadra di rugby locale è il Trefyclawdd RFC[8]
- La squadra di calcio locale è il Knighton Town Football Club[9]